# Милош Петрович
Милош Петрович (на сръбски: Miloš Petrović или Милош Петровић) е сръбски футболист, който играе на поста защитник. Състезател на Локомотив (Пловдив). Двукратен носител на Купата на България с Локомотив (Пловдив) през 2019 и 2020 г.., носител на Суперкупата на България през 2020 г. и сребърен медалист в Първа лига за сезон 2020/21.

## Кариера

### Раднички (Ниш)
Родом от Ниш, Петрович е юноша на местния Раднички (Ниш). Започва и професионалната си кариера в родния си клуб като изиграва над 200 мача в периода 2007 – 2018 г. 

### Локомотив Пловдив
На 16 юли 2018 г. е привлечен в отбора на Локомотив (Пловдив). Бързо се налага в състава на Бруно Акрапович и играе основна роля в защитата за спечелените от пловдивчани Купи на България през 2019 и 2020 г. Печели също и Суперкупата на страната през 2020 г. Взима участие във всички мачове от квалификациите на турнира Лига Европа срещу съставите на Спартак (Търнава), Страсбург, Искра (Даниловград) и Тотнъм.

### Ксанти
На 11 януари 2021 г. е обявен за ново попълнение на гръцкия Ксанти. Дебютира на 13 февруари при победата с 1:0 като домакин на Трикала. Не се задържа дълго в отбора и на 13 юли същата година разтрогва договора си с гръцкия клуб.

### Завръщане в Локомотив Пловдив
На 13 юли 2021 г. подписва отново договор с Локомотив (Пловдив) за 3 години и половина. Прави повторния си дебют за отбора на 25 юли при загубата с 1:3 като домакин на шампиона Лудогорец (Разград). Продължавайки добрите си изяви за черно-белите Петрович им помага да спечелят сребърните медали в Първа лига за сезон 2020/21. Участва в евро битките срещу Копенхаген в квалификациите за турнира Лига на конференциите.

## Успехи
Локомотив (Пловдив)
- Купа на България (2 пъти) – 2018/19, 2019/20
- Суперкупа на България (1 път) – 2020
- Вицешампион (1 път) – 2020/21